# Chetoptilia burmanica
Chetoptilia burmanica là một loài ruồi trong họ Tachinidae.